# Henryk Jagodziński (wioślarz)
Henryk Teofil Jagodziński (ur. 25 listopada 1925 w Grodźcu k. Będzina, zm. 6 stycznia 2002 w Warszawie) – polski wioślarz, dwukrotny olimpijczyk.
Podczas Igrzysk Olimpijskich 1952 startował w czwórkach bez sternika (ze Zbigniewem Schwarzerem, Edwardem Schwarzerem i Zbigniewem Żarnowieckim). Polska osada dotarła do finału zajmując piąte miejsce. Cztery lata później w Melbourne 1956 Jagodziński wystąpił w dwójkach ze sternikiem (ze Zbigniewem Schwarzerem i sternikiem Bertoldem Mainką), zajmując w finale czwarte miejsce.
Był brązowym medalistą Mistrzostw Europy w 1957 w Duisburgu w dwójkach ze sternikiem (ze Schwarzerem i Mainką). W tym samym składzie polska osada zajęła 4. miejsce na ME w Gandawie w 1955 i piąte w Bledzie w 1956.
Osiemnaście razy zdobywał mistrzostwo Polski. Był zawodnikiem AZS Wrocław.
Był inżynierem budownictwa, dyrektorem Departamentu Budownictwa Przemysłowego Ministerstwa Budownictwa. Przez kilka lat pracował w Nigerii przy budowie nowej stolicy Abudży.
Żonaty z Barbarą Lipczyńską, z którą miał troje dzieci - Ewę, Tomasza i Włodzisława, a następnie z dr Krystyną Burhard-Jagodzińską.